# Carlos Patiño Millán
Carlos Patiño Millán es un poeta, cuentista, periodista, profesor universitario nacido en Cali, Colombia en 1961. Es profesor asociado de la Escuela de Comunicación Social de la Universidad del Valle desde 1997. Dirige la revista Entreartes de la Facultad de Artes Integradas de la misma universidad. Fue, además, director de la Emisora Cultural de la Universidad de Antioquia desde 1991 a 1995; allí organizó en 1993, con Mauricio Naranjo, el I Concurso Nacional de Radio-Arte. Trabajó en el diario El Mundo de Medellín y en la emisora El Mundo Diners en dicha ciudad. Codirigió la revista El Ciudadano Caín y la revista de poesía Deriva. Ha dirigido los documentales Frankie ha muerto (con Jorge Valencia), Cali Sanguinis (mención especial en el Concurso Alfonso Bonilla Aragón del año 2000 en la categoría televisión) y Cali luna, Cali sol.

## Libros publicados
- Canciones de los días líquidos (Poesía, 1992)
- Tocando las puertas del cielo (Cuentos, 1996)
- El jardín de los niños muertos (Poesía, 1998)
- La tierra vista desde la luna (Poesía, 1999)
- Más canciones sobre amor, odio y perros (Poesía, 2000)
- El día en que le volé un dedo a David Gilmour (Prosas, 2001)
- Estaba en llamas cuando me acosté (Poesía, 2002)
- Inclínate ante la madera y la piedra (Cuentos, 2006)
- Hotel Amén (Poesía, 2008).

## Premios
- Primer premio, III Concurso de Cuento, Secretaría de Educación, Cultura y Recreación, Medellín, 1990
- Primer premio, Concurso Nacional de Cuento Fernando González, 1994
- Finalista, Premio Nacional de Poesía de Colcultura, 1994
- Primer premio, Concurso de Poesía Jorge Isaacs, Cali, 1998
- Primer premio, Concurso Nacional de Poesía José Manuel Arango, 2004.

## Antologías
- Antología de la Poesía Colombiana, Ministerio de Cultura de Colombia; Antología del Magazín Dominical de El Espectador
- Inventario a contraluz, Nueva Poesía Colombiana de Arango Editores
- Boca que busca la boca, Antología de la poesía erótica colombiana del siglo XX, Taller de Edición
- Segunda Antología del cuento corto colombiano, Universidad Pedagógica Nacional.

Sus textos críticos y literarios han aparecido además, en diferentes periódicos y revistas del país y del exterior.